# Panionios F.C.
 Panionios G.S.S. Football Club (græsk: : ΠΑΕ Πανιώνιος Γ.Σ.Σ. (Πανιώνιος Γυμναστικός Σύλλογος Σμύρνης, Panionios Gymnastikos Syllogos Smyrnis) er en græsk fodboldklub beliggende i Athen. Klubben spiller til dagligt i den græske liga Super League. Klubben er normalt kendt under navnet Panionios F.C..